# Trolokve
Trolokve je vesnice v Chorvatsku ve Splitsko-dalmatské župě, spadající pod opčinu Prgomet. Nachází se asi 5 km severovýchodně od Prgometu, 20 km severně od Trogiru a asi 38 km severozápadně od Splitu. V roce 2011 zde žilo 143 obyvatel.
Blízko vesnice prochází dálnice A1.